# Planum Australe

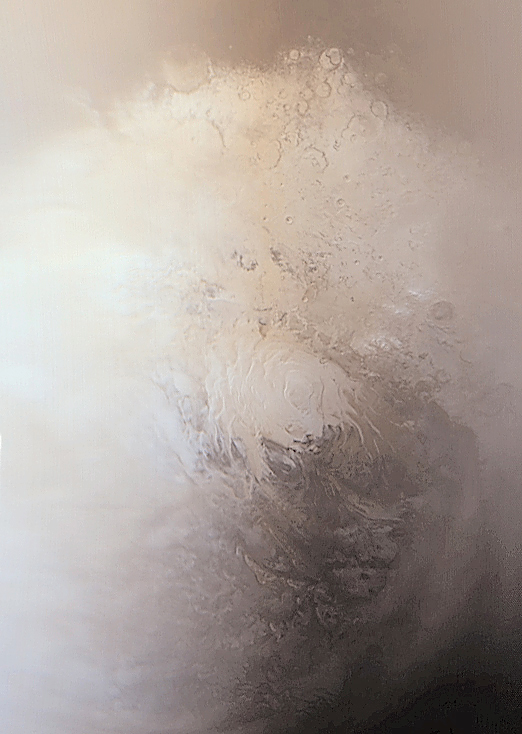
Planum Australe, en una fotografía tomada por la Mars Global Surveyor.

Planum Australe (en latín: "el plano austral") es el polo sur del planeta Marte. Se extiende hacia el sur desde las latitudes 75°S, y está centrado en torno a las coordenadas 83.9°S, 160.0ºE. La geología de esta región fue explorada por la fallida misión de la NASA Mars Polar Lander, que perdió el contacto con la Tierra durante su entrada en la atmósfera de Marte.

## Casquete polar
El Planum Australe se encuentra parcialmente cubierto por un casquete polar permanente de unos 3 km de espesor, compuesto de hielo de agua y dióxido de carbono. Un casquete de hielo estacional se forma por encima del permanente durante el invierno marciano, extendiéndose desde 60°S hacia el sur, y alcanza un espesor de en torno a 1 metro en los momentos más fríos del invierno. Es posible que el área de dicho casquete esté retrocediendo debido a un cambio climático localizado o a un acontecimiento más amplio de calentamiento global en Marte.
En 1966, Leighton y Murray propusieron que los casquetes polares marcianos proveyesen de un almacén de CO2 mucho más grandes que el reservorio atmosférico. Sin embargo, actualmente se piensa que ambos polos están compuestos mayoritariamente de hielo de agua. Ambos polos exhiben una delgada cubierta estacional de CO2, mientras que además el casquete polar sur contiene un depósito de CO2 permanente, de 8 a 10 metros de espesor, que se encuentra por encima del depósito de hielo de agua. Quizá el argumento clave de que la mayoría del hielo es agua, es que el hielo de CO2 no es lo suficientemente fuerte mecánicamente como para formar un casquete estable de 3 km de espesor por largos períodos de tiempo.
Datos de la Mars Express de la ESA indican que en el casquete polar pueden distinguirse tres partes principales. La parte más reflectiva del casquete está compuesta por aproximadamente un 85% de hielo seco y un 15% de hielo de agua. La segunda parte, donde el casquete forma empinadas cuestas en la frontera con el plano circundante, está compuesto casi exclusivamente de hielo de agua. Finalmente, el casquete de hielo está circundado por campos de permafrost que se extienden decenas de kilómetros hacia el norte.
El centro del casquete de hielo permanente no se encuentra localizado a 90° S, sino aproximadamente a 150 km al norte del polo sur geográfico. La presencia de dos cráteres de impacto masivos en el hemisferio occidental (Hellas Planitia y Argyre Planitia) crean una inmóvil depresión sobre el casquete de hielo permanente. Los consecuentes patrones climáticos derivados de este hecho producen nieve blanca y esponjosa con un alto albedo, en contraste con la nieve más oscura que se forma en la parte oriental de la región polar.

### Cuerpo de agua subglacial
El 25 de julio de 2018 fue publicado un estudio por parte de un grupo de científicos italianos en la revista Science sobre la presencia de un cuerpo de agua estable subglacial con una elevada salinidad a una profundidad de 1,5km, hecho que se había sospechado desde hacía años pero no se disponían de pruebas. El equipo usó los datos proporcionados por MARSIS -un radar de baja frecuencia- de la sonda Mars Express de la Agencia Espacial Europea (ESA).

### Arañas marcianas
Un fenómeno único asociado al casquete polar del sur de Marte es la aparición de formaciones geológicas que tienen aspecto de telarañas, según el hielo de dióxido de carbono se derrite en la primavera marciana. Estas formaciones reciben el nombre de arañas marcianas. La formación de estas estructuras no está completamente entendida, existiendo multitud de teorías propuestas por astrogeólogos.

## Accidentes geográficos

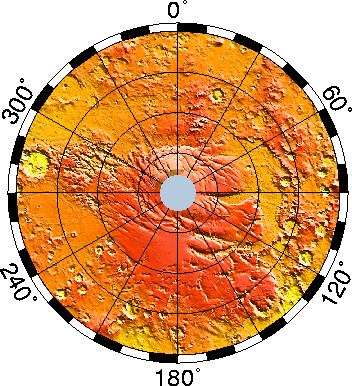
Mapa topográfico del polo sur marciano. Nótese cómo el Planum Australe se eleva por encima de los terrenos circundantes, poblados de cráteres.

Se distinguen dos subregiones en el Planum Australe: Australe Lingula y Promethei Lingula, seccionados por varios cañones: Promethei Chasma, Ultimum Chasma, Chasma Australe y Australe Sulci. Se teoriza que estos cañones son producto del viento catabático. El cráter más grande del Planum Australe es McMurdo Crater.